# Clinton Truman Duffy
Pour les articles homonymes, voir Duffy.
Clinton Truman Duffy (1898-1982) était le directeur (en) de la prison d'État de San Quentin entre 1940 et 1951. Il était un opposant de premier plan à la peine capitale.

## Biographie
Son père était gardien à San Quentin, il a été élevé dans l'enceinte de la prison ; le père de sa femme était également gardien de San Quentin.
Le film de 1954 Duffy de San Quentin raconte son histoire en tant que gardien,. Ses réalisations au cours de son mandat en tant que directeur comprennent, :
- Élimination des châtiments corporels,
- Amélioration des services de restauration,
- Mise en place de la formation professionnelle,
- Création d'un programme des Alcooliques anonymes,
- Déségrégation de la salle à manger,
- Création des premières émissions de radio développées par des détenus à l'intérieur d'une prison,
- Inauguration d'un journal de prison.

Il était connu pour se promener sans armes parmi les prisonniers et discuter avec eux,. Bien qu'il ait supervisé 90 exécutions au cours de son mandat de directeur, il s'est opposé à la peine capitale.
Après avoir quitté San Quentin, il a travaillé pour la commission des libérations conditionnelles de l'État ; en outre, il a écrit des livres et donné des conférences sur la peine capitale. Il est décédé à Walnut Creek, en Californie, à l'âge de 84 ans.

## Travaux
- Duffy, Clinton T. et Dean Southern Jennings. L'Histoire de San Quentin . Garden City, NY : Doubleday, 1950.
- Duffy, Clinton T. 88 hommes et 2 femmes . Garden City, NY : Doubleday, 1962.
- Duffy, Clinton T. et Al Hirshberg . Sexe et criminalité . Garden City, NY : Doubleday, 1965.
- Duffy, Clinton T. et Eva Irene Linkletter. De l'héroïne à San Quentin . Morro Bay, Californie : Java Books, 1977.